# Marta Ferencová
Marta Ferencová (* 31. května 1973 Bratislava) je slovenská filmová a televizní režisérka a scenáristka.

## Životopis
Vystudovala režii na Filmové a televizní fakultě Vysoké školy múzických umění v Bratislavě. Jejím celovečerním filmovým debutem byla v roce 2016 pohádka Řachanda. O rok později natočila romantickou komedii Všechno nebo nic podle stejnojmenné knižní předlohy od Evity Twardzik Urbaníkové. Ve filmu se v hlavních rolích objevili Táňa Pauhofová, Klára Issová, Michał Żebrowski, Paweł Deląg, Ľuboš Kostelný, Ondřej Sokol a Petra Hřebíčková. S Urbaníkovou spolupracovala i na svém následujícím filmu, Příliš osobní známost, v hlavních rolích s Eliškou Balzerovou, Petrou Hřebíčkovou a Tatianou Dykovou.

## Filmografie

### Film
- 2006 V tesnej blízkosti (krátkometrážní studentský film)
- 2016 Řachanda
- 2017 Všechno nebo nic (také scénář)
- 2020 Příliš osobní známost (také scénář)
- 2021 Přání Ježíškovi
- 2022 V létě ti řeknu, jak se mám
- 2023 Přání k narozeninám

### Televize
- 2007 Ordinácia v ružovej záhrade
- 2008 Profesionálové
- 2011 Zita na krku
- 2012 SME v háji